# Cerkiew Zaśnięcia Najświętszej Maryi Panny w Czortkowie
Cerkiew Zaśnięcia Najświętszej Maryi Panny (ukr. Церква Успіння Пресвятої Богородиці) – cerkiew prawosławna parafialna w Czortkowie (hromada Czortków, rejon czortkowski, obwód tarnopolski).

## Historia
Cerkiew zbudowana w XVI wieku. Jedna z najstarszych drewnianych budowli sakralnych na Podolu. Świątynia jest trzyczęściowa z dachem dwuspadowym. W 1583 została konsekrowana na cześć Zaśnięcia Najświętszej Maryi Panny.
Podczas najazdów Turków i Tatarów świątynia doznała wielu zniszczeń. Ale wierni parafianie za każdym razem gją odbudowywali. Po uzyskaniu przez Ukrainę niepodległości cerkiew została całkowicie odrestaurowana.
28 sierpnia 2003 r. hromada obchodziła 420-lecie świątyni.